# 타카피
타카피(T.A-Copy)는 대한민국의 4인조 펑크 록 밴드이다.

## 구성원
- 김재국 - 보컬
- 전태병 - 기타
- 장영훈 - 드럼
- 신가람 - 베이스

### 전 구성원
- 한영훈 - 기타
- 방주원 - 베이스
- 최건 - 드럼
- 김상원 - 드럼
- 이영택
- 손덕배 - 베이스
- 전태병 - 기타
- 김인중 - 드럼
- 김태일 - 기타
- 김남규 - 베이스, 기타
- 이성식 - 드럼
- 윤형식 - [베이스]
- 오영만 - 기타

## 음반

### 싱글
- Glory Days (2007년 11월 13일)
- 치고 달려라 2009 (2009년 4월 23일)
- 치고 달려라 2010 (2010년 5월 7일)
- My Destiny (슬러거 OST) (2010년 7월 22일)
- 치고 달려라 2011 (2011년 4월 8일)
- 프로포즈 대작전 OST Part 5 (2012년 3월 15일)
- 치고 달려라 2012 (2012년 4월 18일)
- 치고 달려라 2013 (2013년 5월 2일)
- 치고 달려라 2014 (2014년 4월 18일)
- Slam Dunk (Feat. 유수연) vs Jumping Jumping (Feat. 백해인) (2014년 2월) - 여자프로농구, 프로배구 주제가
- 치고 달려라 2015 (2015년 7월 17일)
- 치고 달려라 2016 (2016년 4월 21일)

### 앨범
- SLAM PUNK (2000년) - 치킨헤드 명의
- 1집 Fly High (2002년 4월 23일)
- 2집 The Boxer (2004년 2월 6일)
- 3집 Super Star (2004년 11월 12일)
- 4집 GO!ON! (2007년 1월 18일)
- 5집 케세라세라 (2009년 4월 22일)
- 6집 본격인생 (2013년 10월 15일)

### EP
- UNDER GROUND (1999년 12월 27일)
- 쾌도난마(快刀亂麻) (2006년 5월 2일)
- The Restoration (2011년 7월 5일)

## 경력 사항
- 2001년 밴드명을 '치킨헤드'에서 '타카피'로 회귀
- 1999년 밴드명을 '치킨헤드' 로 개명
- 1997년 타카피 결성